# Clinotanypus sabensis
Clinotanypus sabensis är en tvåvingeart som beskrevs av Roback 1971. Clinotanypus sabensis ingår i släktet Clinotanypus och familjen fjädermyggor.
Artens utbredningsområde är Texas. Inga underarter finns listade i Catalogue of Life.